# Fußball-Club 08 Homburg/Saar 1994-1995
Questa voce raccoglie le informazioni riguardanti il Fußball-Club 08 Homburg/Saar nelle competizioni ufficiali della stagione 1994-1995.

## Stagione
Nella stagione 1994-1995 l'Homburg, allenato da Ulrich Sude e Manfred Lenz, concluse il campionato di 2. Bundesliga al 17º posto e fu retrocesso in Regionalliga. In Coppa di Germania l'Homburg fu eliminato al secondo turno dal TSV Vestenbergsgreuth.

## Rosa
| N. |                     | Ruolo | Calciatore       |
| -- | ------------------- | ----- | ---------------- |
|    | Germania (bandiera) | P     | Peter Eich       |
|    | Germania (bandiera) | P     | Oliver Theis     |
|    | Germania (bandiera) | P     | Frank Wafzig     |
|    | Germania (bandiera) | D     | Thomas Kluge     |
|    | Germania (bandiera) | D     | Steffen Korell   |
|    | Germania (bandiera) | D     | Carsten Linke    |
|    | Germania (bandiera) | D     | Richard Mademann |
|    | Italia (bandiera)   | D     | Angelo Martuccio |
|    | Germania (bandiera) | D     | Carsten Mathes   |
|    | Germania (bandiera) | D     | Volker Ruoff     |
|    | Germania (bandiera) | D     | Michael Schmidt  |
|    | Germania (bandiera) | D     | Torsten Wruck    |
|    | Germania (bandiera) | C     | Günter Breitzke  |
|    | Germania (bandiera) | C     | Peter Groh       |
|    | Germania (bandiera) | C     | Tobias Homp      |

| N. |                                 | Ruolo | Calciatore       |
| -- | ------------------------------- | ----- | ---------------- |
|    | Germania (bandiera)             | C     | Jürgen Lange     |
|    | Germania (bandiera)             | C     | Frank Lelle      |
|    | Ucraina (bandiera)              | C     | Anatoli Mushinka |
|    | Bosnia ed Erzegovina (bandiera) | C     | Sanel Nuhic      |
|    | Germania (bandiera)             | C     | Jens Poppowitsch |
|    | Romania (bandiera)              | C     | Teo Rus          |
|    | Germania (bandiera)             | C     | Jörg Schmidt     |
|    | Germania (bandiera)             | C     | Stefan Simon     |
|    | Brasile (bandiera)              | A     | Adriano          |
|    | Germania (bandiera)             | A     | Uwe Freiler      |
|    | Togo (bandiera)                 | A     | Jacques Goumai   |
|    | Germania (bandiera)             | A     | Lars Knobloch    |
|    | Germania (bandiera)             | A     | Steffen Koch     |
|    | Argentina (bandiera)            | A     | Sergio Maciel    |

## Organigramma societario
Area tecnica
- Allenatore: Manfred Lenz
- Allenatore in seconda:
- Preparatore dei portieri:
- Preparatori atletici:

## Calciomercato

### Sessione estiva
| Acquisti | Acquisti         | Acquisti       | Acquisti |
| R.       | Nome             | da             | Modalità |
| -------- | ---------------- | -------------- | -------- |
| C        | Günter Breitzke  | Wuppertal      |          |
| A        | Jacques Goumai   | Borussia Fulda |          |
| C        | Jürgen Lange     | Saarbrücken    |          |
| C        | Jens Poppowitsch | Borussia Fulda |          |

| Cessioni | Cessioni       | Cessioni        | Cessioni |
| R.       | Nome           | a               | Modalità |
| -------- | -------------- | --------------- | -------- |
| D        | Gerhard Kohns  | SC Hauenstein   |          |
| D        | Willi Landgraf | Rot-Weiss Essen |          |
| A        | Peter Müller   | Bonner          |          |
| C        | Roland Seitz   | Augusta         |          |

### Sessione invernale
| Acquisti | Acquisti | Acquisti | Acquisti |
| R.       | Nome     | da       | Modalità |
| -------- | -------- | -------- | -------- |

| Cessioni | Cessioni | Cessioni | Cessioni |
| R.       | Nome     | a        | Modalità |
| -------- | -------- | -------- | -------- |

## Risultati

### 2. Bundesliga

#### Girone di andata
| Arbitro: | Prengel |

|                                                       |           |            |
| Wruck 24’ (aut.) Glesius 49’ Wagner 72’ Akrapović 90’ | Marcatori | 39’ Maciel |

| Arbitro: | Byernetzky |

|                                |           |               |
| Simon 44’ Maciel 54’ Linke 62’ | Marcatori | 88’ Schreiber |

| Arbitro: | Haupt |

|                   |           |                     |
| Grevelhörster 22’ | Marcatori | 36’ Linke 77’ Simon |

| Homburg 4 settembre 1994, ore 15:00 CEST 4ª giornata | Homburg | 0 – 0 referto | Fortuna Colonia | Waldstadion (2 900 spett.)\| Arbitro: \| Zerr \| |
| Arbitro:                                             | Zerr    |               |                 |                                                  |

| Arbitro: | Hufgard |

|            |           |             |
| Freiler 1’ | Marcatori | 71’ Wollitz |

| Arbitro: | Ertl |

|                      |           |                              |
| Lange 13’ Bodden 18’ | Marcatori | 22’ Simon 84’ Korell 87’ Rus |

| Arbitro: | Friedrichs |

|            |           |            |
| Korell 90’ | Marcatori | 2’ Hofmann |

| Arbitro: | Dehmelt |

|             |           |  |
| Böttche 70’ | Marcatori |  |

| Arbitro: | Thiemer |

|                    |           |            |
| Korell 13’ Rus 78’ | Marcatori | 20’ Rische |

| Arbitro: | Brandt-Chollé |

|                       |           |  |
| Rada 13’ Katemann 26’ | Marcatori |  |

| Arbitro: | Friedrichs |

|                                                    |           |              |
| Rus 40’ Homp 58’ Maciel 63’ Schmidt 74’ Goumai 77’ | Marcatori | 10’ Zweigler |

| Arbitro: | Casper |

|          |           |             |
| Götz 45’ | Marcatori | 73’ Freiler |

| Arbitro: | Fleischer |

|  |           |             |
|  | Marcatori | 52’ Wolters |

| Arbitro: | Stark |

|                                          |           |                          |
| Sippel 1’ Gütschow 21’, 74’ Daschner 43’ | Marcatori | 24’, 84’ Simon 89’ Linke |

| Arbitro: | Jansen |

|                                    |           |  |
| Adriano 33’ Simon 48’ Mushinka 85’ | Marcatori |  |

| Arbitro: | Gettke |

|                          |           |                        |
| Lünsmann 38’ Bremser 57’ | Marcatori | 66’ Korell 86’ Adriano |

| Arbitro: | Dörr |

|         |           |                                                           |
| Rus 23’ | Marcatori | 33’ Trulsen 39’ (aut.) Ruoff 75’ Scharping 86’ Hollerbach |

#### Girone di ritorno
| Arbitro: | Fleske |

|           |           |                        |
| Simon 53’ | Marcatori | 38’ Ziemer 54’ Demandt |

| Arbitro: | Rüdiger |

|                       |           |  |
| Tipold 85’ Keller 90’ | Marcatori |  |

| Arbitro: | Koop |

|                                               |           |          |
| Freiler 21’ Korell 22’ Linke 48’ Breitzke 52’ | Marcatori | 32’ Dahl |

| Arbitro: | Hauer |

|                                     |           |  |
| Svinggaard 35’ Lottner 52’ Beck 72’ | Marcatori |  |

| Arbitro: | Scheuerer |

|                              |           |           |
| Ballwanz 24’ Frąckiewicz 54’ | Marcatori | 32’ Linke |

| Homburg 26 marzo 1995, ore 15:00 CET 23ª giornata | Homburg  | 0 – 0 referto | Hansa Rostock | Waldstadion (800 spett.)\| Arbitro: \| Pohlmann \| |
| Arbitro:                                          | Pohlmann |               |               |                                                    |

| Arbitro: | Albrecht |

|                                |           |           |
| Hayer 8’, 15’ Kirsten 30’, 42’ | Marcatori | 60’ Ruoff |

| Homburg 8 aprile 1995, ore 15:30 CEST 25ª giornata | Homburg | 0 – 0 referto | Meppen | Waldstadion (1 100 spett.)\| Arbitro: \| Casper \| |
| Arbitro:                                           | Casper  |               |        |                                                    |

| Arbitro: | Byernetzky |

|             |           |  |
| Däbritz 37’ | Marcatori |  |

| Arbitro: | Kemmling |

|  |           |                       |
|  | Marcatori | 79’ Buncol 87’ Glavaš |

| Arbitro: | Fleske |

|                                     |           |  |
| Gerber 14’ Meißner 44’ Wienhold 64’ | Marcatori |  |

| Arbitro: | Stark |

|  |           |           |
|  | Marcatori | 51’ Moore |

| Arbitro: | Scheuerer |

|                                         |           |                  |
| Leśniak 19’, 62’ Golombek 39’ Reina 60’ | Marcatori | 68’, 84’ Freiler |

| Arbitro: | Dörr |

|  |           |                             |
|  | Marcatori | 75’ Kobylański 90’ Gütschow |

| Arbitro: | Hotop |

|                                            |           |  |
| Gunnlaugsson 53’ Golke 62’ Przondziono 77’ | Marcatori |  |

| Arbitro: | Wagner |

|                                    |           |              |
| Goumai 14’, 76’ Lange 46’ Koch 78’ | Marcatori | 19’ Lünsmann |

| Arbitro: | Brandt-Chollé |

|                                                         |           |  |
| Savichev 20’ Driller 32’ Scharping 37’, 84’ Pröpper 57’ | Marcatori |  |

### Coppa di Germania
| Arbitro: | Domurat |

|  |           |                       |
|  | Marcatori | 31’ Linke 90’ Schmidt |

| Arbitro: | Müller |

|                                           |           |           |
| Klaus 15’, 29’, 65’ Hüttner 59’ Ernst 68’ | Marcatori | 24’ Simon |

## Statistiche

### Statistiche di squadra
| Competizione      | Punti | In casa | In casa | In casa | In casa | In casa | In casa | In trasferta | In trasferta | In trasferta | In trasferta | In trasferta | In trasferta | Totale | Totale | Totale | Totale | Totale | Totale | DR  |
| Competizione      | Punti | G       | V       | N       | P       | Gf      | Gs      | G            | V            | N            | P            | Gf           | Gs           | G      | V      | N      | P      | Gf     | Gs     | DR  |
| ----------------- | ----- | ------- | ------- | ------- | ------- | ------- | ------- | ------------ | ------------ | ------------ | ------------ | ------------ | ------------ | ------ | ------ | ------ | ------ | ------ | ------ | --- |
| 2. Bundesliga     | 31    | 17      | 6       | 5       | 6       | 25      | 19      | 17           | 2            | 2            | 13           | 16           | 44           | 34     | 8      | 7      | 19     | 41     | 63     | -22 |
| Coppa di Germania | -     | 0       | 0       | 0       | 0       | 0       | 0       | 2            | 1            | 0            | 1            | 3            | 5            | 2      | 1      | 0      | 1      | 3      | 5      | -2  |
| Totale            | 31    | 17      | 6       | 5       | 6       | 25      | 19      | 19           | 3            | 2            | 14           | 19           | 49           | 36     | 9      | 7      | 20     | 44     | 68     | -24 |

### Andamento in campionato
| Giornata  | 1  | 2  | 3 | 4 | 5 | 6 | 7 | 8 | 9 | 10 | 11 | 12 | 13 | 14 | 15 | 16 | 17 | 18 | 19 | 20 | 21 | 22 | 23 | 24 | 25 | 26 | 27 | 28 | 29 | 30 | 31 | 32 | 33 | 34 |
| --------- | -- | -- | - | - | - | - | - | - | - | -- | -- | -- | -- | -- | -- | -- | -- | -- | -- | -- | -- | -- | -- | -- | -- | -- | -- | -- | -- | -- | -- | -- | -- | -- |
| Luogo     | T  | C  | T | C | C | T | C | T | C | T  | C  | T  | C  | T  | C  | T  | C  | C  | T  | C  | T  | T  | C  | T  | C  | T  | C  | T  | C  | T  | C  | T  | C  | T  |
| Risultato | P  | V  | V | N | N | V | N | P | V | P  | V  | N  | P  | P  | V  | N  | P  | P  | P  | V  | P  | P  | N  | P  | N  | P  | P  | P  | P  | P  | P  | P  | V  | P  |
| Posizione | 17 | 10 | 8 | 7 | 7 | 6 | 6 | 7 | 6 | 10 | 6  | 6  | 9  | 9  | 8  | 8  | 8  | 10 | 12 | 12 | 13 | 14 | 14 | 16 | 16 | 17 | 17 | 17 | 17 | 17 | 17 | 17 | 17 | 17 |

Legenda:

Luogo: C = Casa; T = Trasferta. Risultato: V = Vittoria; N = Pareggio; P = Sconfitta.

### Statistiche dei giocatori
| Giocatore      | 2. Bundesliga | 2. Bundesliga | 2. Bundesliga | 2. Bundesliga | Coppa di Germania | Coppa di Germania | Coppa di Germania | Coppa di Germania | Totale   | Totale | Totale      | Totale     |
| Giocatore      | Presenze      | Reti          | Ammonizioni   | Espulsioni    | Presenze          | Reti              | Ammonizioni       | Espulsioni        | Presenze | Reti   | Ammonizioni | Espulsioni |
| -------------- | ------------- | ------------- | ------------- | ------------- | ----------------- | ----------------- | ----------------- | ----------------- | -------- | ------ | ----------- | ---------- |
| A. Adriano     | 18            | 2             | 6             | 1             | 0                 | 0                 | 0                 | 0                 | 18       | 2      | 6           | 1          |
| G. Breitzke    | 12            | 1             | 3             | 0             | 0                 | 0                 | 0                 | 0                 | 12       | 1      | 3           | 0          |
| P. Eich        | 27            | 0             | 0             | 0             | 1                 | 0                 | 0                 | 0                 | 28       | 0      | 0           | 0          |
| U. Freiler     | 19            | 5             | 4             | 1             | 1                 | 0                 | 1                 | 0                 | 20       | 5      | 5           | 1          |
| J. Goumai      | 13            | 3             | 1             | 0             | 0                 | 0                 | 0                 | 0                 | 13       | 3      | 1           | 0          |
| P. Groh        | 5             | 0             | 1             | 0             | 0                 | 0                 | 0                 | 0                 | 5        | 0      | 1           | 0          |
| T. Homp        | 29            | 1             | 6             | 0             | 2                 | 0                 | 1                 | 0                 | 31       | 1      | 7           | 0          |
| T. Kluge       | 11            | 0             | 2             | 0             | 0                 | 0                 | 0                 | 0                 | 11       | 0      | 2           | 0          |
| L. Knobloch    | 1             | 0             | 0             | 0             | 0                 | 0                 | 0                 | 0                 | 1        | 0      | 0           | 0          |
| S. Koch        | 4             | 1             | 0             | 0             | 0                 | 0                 | 0                 | 0                 | 4        | 1      | 0           | 0          |
| S. Korell      | 29            | 5             | 10            | 0             | 2                 | 0                 | 2                 | 0                 | 31       | 5      | 12          | 0          |
| J. Lange       | 17            | 1             | 5             | 0             | 1                 | 0                 | 1                 | 0                 | 18       | 1      | 6           | 0          |
| F. Lelle       | 7             | 0             | 0             | 0             | 1                 | 0                 | 0                 | 0                 | 8        | 0      | 0           | 0          |
| C. Linke       | 32            | 5             | 14            | 0             | 2                 | 1                 | 1                 | 0                 | 34       | 6      | 15          | 0          |
| S. Maciel      | 27            | 3             | 2             | 0             | 2                 | 0                 | 0                 | 0                 | 29       | 3      | 2           | 0          |
| R. Mademann    | 17            | 0             | 9             | 0             | 2                 | 0                 | 0                 | 0                 | 19       | 0      | 9           | 0          |
| A. Martuccio   | 2             | 0             | 0             | 0             | 0                 | 0                 | 0                 | 0                 | 2        | 0      | 0           | 0          |
| C. Mathes      | 1             | 0             | 0             | 0             | 0                 | 0                 | 0                 | 0                 | 1        | 0      | 0           | 0          |
| A. Mushinka    | 18            | 1             | 5             | 0             | 2                 | 0                 | 1                 | 0                 | 20       | 1      | 6           | 0          |
| S. Nuhic       | 1             | 0             | 0             | 0             | 0                 | 0                 | 0                 | 0                 | 1        | 0      | 0           | 0          |
| J. Poppowitsch | 17            | 0             | 1             | 0             | 1                 | 0                 | 0                 | 0                 | 18       | 0      | 1           | 0          |
| V. Ruoff       | 17            | 1             | 1             | 2             | 1                 | 0                 | 0                 | 0                 | 18       | 1      | 1           | 2          |
| T. Rus         | 32            | 4             | 9             | 0             | 0                 | 0                 | 0                 | 0                 | 32       | 4      | 9           | 0          |
| J. Schmidt     | 23            | 1             | 4             | 2             | 2                 | 1                 | 0                 | 0                 | 25       | 2      | 4           | 2          |
| M. Schmidt     | 10            | 0             | 3             | 0             | 1                 | 0                 | 0                 | 0                 | 11       | 0      | 3           | 0          |
| S. Simon       | 25            | 7             | 5             | 0             | 2                 | 1                 | 0                 | 0                 | 27       | 8      | 5           | 0          |
| O. Theis       | 1             | 0             | 0             | 0             | 1                 | 0                 | 0                 | 0                 | 2        | 0      | 0           | 0          |
| F. Wafzig      | 7             | 0             | 1             | 0             | 1                 | 0                 | 0                 | 0                 | 8        | 0      | 1           | 0          |
| T. Wruck       | 19            | 0             | 6             | 0             | 2                 | 0                 | 0                 | 0                 | 21       | 0      | 6           | 0          |